# ديرك دريشر
ديرك دريشر (بالألمانية: Dirk Drescher)‏ (28 فبراير 1968 في ألمانيا - ) هو لاعب كرة قدم ألماني في مركز حراسة المرمى. لعب مع نادي بوخوم.

## وصلات خارجية
- ديرك دريشر على موقع قاعدة بيانات كرة القدم.إي يو (الإنجليزية)
- ديرك دريشر على موقع بيانات كرة القدم. دي إي (الألمانية)